# The Mysteries of Laura
The Mysteries of Laura és una sèrie de televisió de comèdia i drama de procediment policial estatunidenca que es va estrenar el 17 de setembre de 2014 a la NBC. Va ser desenvolupada per Jeff Rake, que també exerceix de productor executiu. Protagonitzada per Debra Messing com la detectiu Laura Diamond, va ser una adaptació original de la sèrie de TVE Los misterios de Laura de Carlos Vila, Javier Holgado i Gregorio Quintana de Uña. El 8 de maig de 2015, NBC la va renovar per a una segona temporada de 13 episodis, que es va estrenar el 23 de setembre de 2015. El 9 de novembre de 2015, NBC va encarregar tres episodis addicionals per a la segona temporada. El 14 de maig de 2016, la cadena va cancel·lar la sèrie després de dues temporades.

## Argument
La sèrie segueix la vida de Laura Diamond, una detectiu d'homicidis del Departament de policia de Nova York, que equilibra la seva feina diària amb les seves hores fora de servei com a mare soltera amb dos fills bessons. Mentrestant, intenta que el capità Jake Broderick, el seu futur exmarit, que també és el seu cap, signi els papers del divorci. Quan aquest finalment els signa, Laura torna a entrar al món de les cites i, després d'un començament difícil, es veu atreta per Tony Abbott, un xef i propietari d'un camió de menjar a qui coneix durant un cas. Tony busca excuses per veure-la i poc després inicien una relació. Al final de la primera temporada, el capità Broderick és ferit greument durant un robatori en una botiga a l'abast. Mentre és a l'hospital, admet a Laura que, malgrat tot, encara n'està profundament enamorat, però a causa d'un sever traumatisme cranial, s'oblida que ho ha fet, i només ho sabrà Laura.
Jake es recupera, però a l'inici de la segona temporada, la comissaria té una nova capitana, Nancy Santiani, una directora severa i estricta que ha vingut per a quedar-s'hi i que immediatament molesta els detectius de la unitat. En lloc de traslladar-se a una altra comissaria i continuar sent capità, Broderick accepta voluntàriament una degradació a detectiu sènior i esdevé company de Laura, mentre que el detectiu Billy Soto ho fa amb la detectiu Meredith Bose, amb qui comença una relació.
L'anterior companya de Bose, Frankie Pulaski, només apareix a la primera temporada; l'única explicació que es va donar per a la seva marxa va ser que no tenia prou experiència com per a mantenir-la en la posició que va acceptar. El to de la sèrie també es va alterar a la segona temporada. Els elements còmics, com ara el comportament ruïnós dels fills de Laura, va minvar, mentre que una mica d'atenció es va desplaçar al triangle que es desenvolupa entre Laura, Jake i el nou interès amorós de Laura, Tony.

## Repartiment

### Principal
- Debra Messing com a Detectiu Laura Diamond, protagonista que dona títol a la sèrie.
- Josh Lucas com a Capità Jake Broderick, exmarit de Laura.
- Laz Alonso com a Detectiu Billy Soto, company de Laura i posteriorment company i parella de Meredith.
- Janina Gavankar com a Detectiu Meredith Bose, companya de Laura i Billy.
- Max Jenkins com a Max Spencer[11] Carnegie, becari.
- Meg Steedle com a Detectiu Francesca "Frankie" Pulaski.

### Recurrent
- Robert Klein com a Leo Diamond, pare de Laura i Lucy i avi de Nicholas i Harrison.
- Charles i Vincent Reina com a Nicholas i Harrison Broderick respectivament, els bessons fills de Laura i Jake, nets de Leo i nebots de Lucy.
- Alysia Joy Powell com a Alicia, la cangur dels fills de Laura i Jake.
- Neal Bledsoe com a Tony Abbott, primer nòvio de Laura després de divorciar-se de Jake.
- Callie Thorne com a Capitana Nancy Santiani, que substitueix Jake al capdavant de la comissaria quan aquest és ferit.
- Enrico Colantoni com a Dan Hauser, el capità de policia que hi havia abans de l'arribada de Jake.
- Jenna Fischer com a Jennifer Lambert, fiscal i nova parella de Jake.
- Debby Ryan com a Lucy Diamond, germanastra de Laura i filla de Leo.

Stockard Channing també va fer la seva aparició com a Brenda Phillips, la consellera interna d'una empresa de perfums.

## Producció
La sèrie va ser adaptada originalment de la sèrie de televisió espanyola Los misterios de Laura, de Carlos Vila i Javier Holgado. La versió estatunidenca va ser desenvolupada per Jeff Rake amb Vila i Holgado. Rake també va treballar-hi com a productor executiu amb Aaron Kaplan, Greg Berlanti per a Berlanti Productions, Todd Lituchy i McG per a Warner Bros. Television. La sèrie es va rodar principalment a la ciutat de Nova York. La comissaria 78 de Brooklyn es va utilitzar per a les imatges exteriors de la comissaria 2.
Va debutar a la NBC durant la temporada de televisió 2014–2015; es va estrenar el 24 de setembre de 2014. Una vista prèvia s'havia emès prèviament el 17 de setembre de 2014, després del final de temporada d'America's Got Talent.

## Emissió
Al Canadà, la sèrie es va emetre simultàniament amb l'estatunidenca a CTV i també es va tornar a reproduir al canal M3. A Espanya es va estrenar el 5 d'octubre al canal Cosmopolitan TV.
Al Regne Unit i Irlanda, The Mysteries of Laura va ser adquirit per 5USA el 22 de desembre de 2014 i es va estrenar el 20 de gener de 2015. A Nova Zelanda va fer-ho el 12 de gener de 2015 a TV2.
A Alemanya, l'espectacle es coneix com a Detective Laura Diamond, emès a Sat.1 des del 2 de febrer de 2015. A l'Amèrica Llatina, el programa s'emet a Warner Channel, on es va estrenar el 25 de maig de 2015.
A Austràlia, la sèrie es va estrenar el 29 de juliol de 2015 a Nine Network. A l'Índia, la sèrie va ser adquirida per Zee Café, que va estrenar-la el 24 de juliol de 2015 i el final de la temporada 1 es va emetre el 26 d'agost de 2015.
Al Quebec, la sèrie es va emetre del 3 de setembre de 2015 al 15 de desembre de 2016 a Séries+, a Bèlgica del 10 de setembre de 2015 al 16 de juliol de 2016 a La Une i a Suïssa des del 29 de novembre de 2015 al 2 de juliol de 2016 a RTS Un. La primera temporada també va ser adquirida a França per TF1; del 2 de març de 2016 al 6 d'octubre de 2016 va emetre's a TF1, de l'1 de juliol de 2018 a TV Breizh i des del 24 d'octubre de 2018 a RMC Story.